# Scaphiophryne spinosa

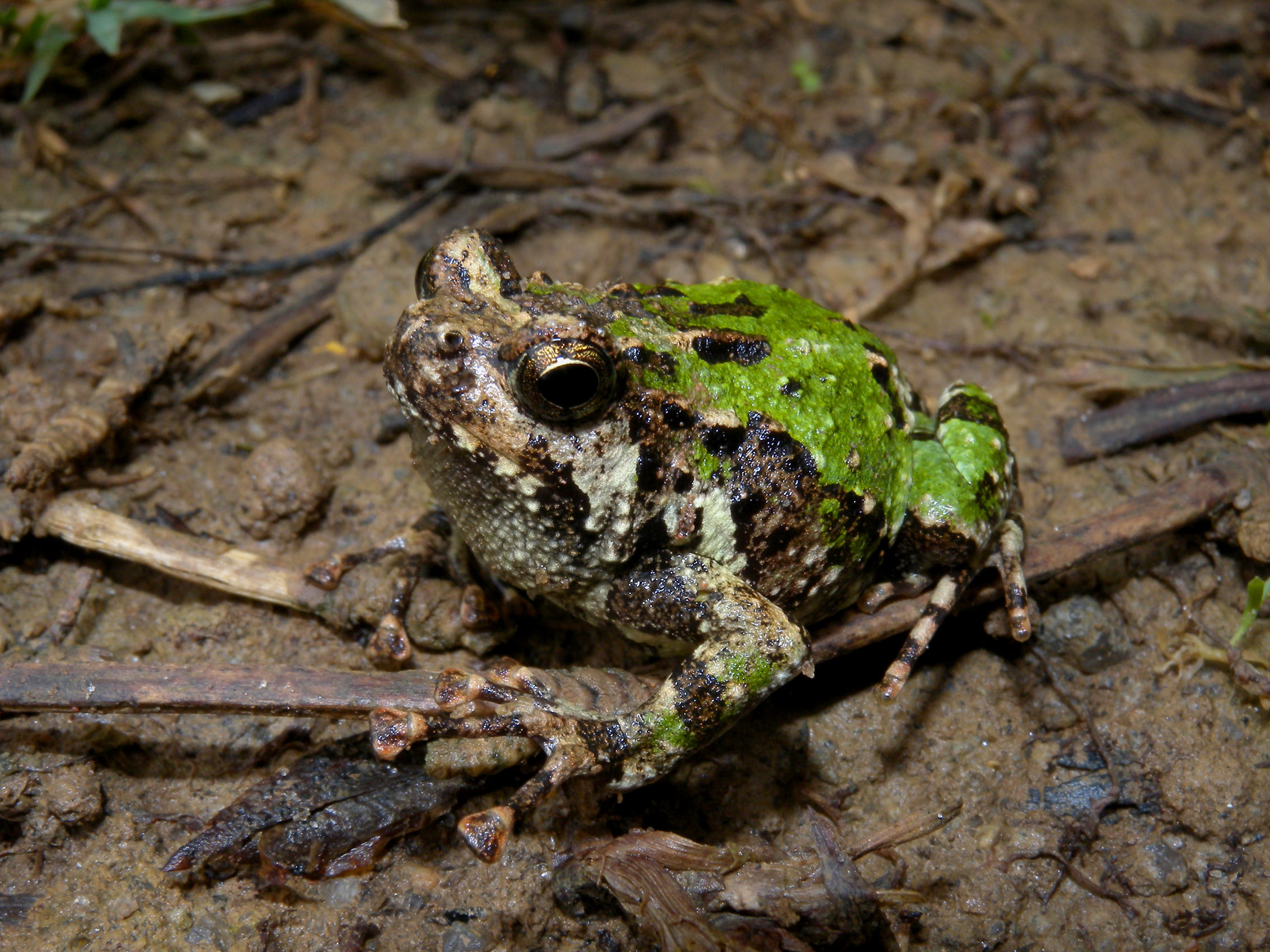
Scaphiophryne marmorata (zum Vergleich)

Scaphiophryne spinosa, zuweilen auch Stachliges Marmorkrötchen genannt, ist eine endemisch auf Madagaskar vorkommende Froschlurchart (Anura) aus der Familie der Engmaulfrösche (Microhylidae). Zunächst wurde die Art als Synonym von Scaphiophryne marmorata betrachtet, bevor ihr 2007 der Status einer eigenständigen Art zuerkannt wurde.

## Merkmale
Ausgewachsene Individuen von Scaphiophryne spinosa erreichen eine Kopf-Rumpf-Länge von 43 bis 48 Millimetern bei den Weibchen und von 40 bis 48 Millimetern bei den Männchen. Der Rücken ist schwärzlich, zeigt eine unregelmäßige grünliche Marmorierung und ist mit dornenartigen Tuberkeln überzogen. Der Bauch ist cremefarben und mit kleinen schwarzen Flecken versehen, die Kehle ist schwarzbraun gefärbt. Die Spitzen von Fingern und Zehen sind stark vergrößert. Das Trommelfell ist nicht sichtbar. Die Augen haben schwarze Pupillen und eine weißliche Iris.

## Ähnliche Arten
Scaphiophryne marmorata sowie Scaphiophryne boribory zeigen ebenso wie Scaphiophryne spinosa eine grüne Marmorierung auf dunklem Untergrund, beiden Arten fehlen jedoch die dornenartigen Tuberkel.

## Verbreitung und Lebensraum
Scaphiophryne spinosa ist auf Madagaskar endemisch. Die Art wurde dort u. a. in den Nationalparks Andringitra und Ranomafana sowie im Naturreservat Manombo und umliegenden Gegenden nachgewiesen. Sie lebt bevorzugt in Regenwäldern in Höhenlagen zwischen 100 und 1100 Metern.

## Lebensweise
Scaphiophryne spinosa hält sich überwiegend auf dem feuchten Waldboden auf. Die Entwicklung der Frösche findet in temporären Tümpeln oder überfluteten Sümpfen in der Nähe von Wald statt, wahrscheinlich nur ein oder wenige Male zu jeder Regenzeit. In sezierten Weibchen wurde eine große Anzahl an Eiern gefunden. Die Rufe der Männchen bestehen aus einer langen, schnell vorgetragenen Serie sehr kurzer melodischer Noten. Diese sind überwiegend nachts, gelegentlich auch am Tage zu hören.

## Gefährdung
In ihren Verbreitungsgebieten ist Scaphiophryne spinosa nicht selten und wird demzufolge von der Weltnaturschutzorganisation IUCN als „least concern = nicht gefährdet“ geführt. Obwohl die Art überwiegend in Nationalparks und Naturreservaten lebt, wird ihr Lebensraum zuweilen durch Landwirtschaft, Holzeinschlag, Holzkohleherstellung, Eindringen und Ausbreitung von Eukalypten, Beweidung sowie durch die Anlage menschlicher Siedlungen eingeschränkt.